# Microtus umbrosus
Microtus umbrosus е вид бозайник от семейство Хомякови (Cricetidae). Видът е застрашен от изчезване.

## Разпространение
Разпространен е в Мексико (Оахака).